# 정성공
정성공(鄭成功, 1624년 8월 27일(음력 7월 14일) ~ 1662년 6월 23일(음력 5월 8일), 재위 1661년 ~ 1662년)은 중국 명·청 교체기에 활동했던 명나라의 군인 겸 정치인이다. 남명의 융무제로부터 명 황실의 성씨인 주(朱)를 사성받았으므로, '국성야'(國姓爺)라는 별칭으로도 널리 불렸다. 훗날 대만을 점령한 네덜란드인들에 의해 콕싱아(Koxinga)라고 불리었고, 일본에서도 "코쿠센야"라는 이름으로 널리 알려졌는데, 이들 호칭은 모두 '국성야'의 민남어식 발음인 Kok-sèng-iâ에서 유래한다. 시호는 연평무왕(延平武王) 또는 조무왕(潮武王).

## 생애
그의 아버지인 정지룡(鄭芝龍)은 18세에 아버지를 여의고, 숙부의 상선을 타고 무역에 종사하고 있었다. 당시 대만을 비롯한 5도 열도 지역은 왜구의 소굴이었다. 정지룡이 일본에 체류할 때 히라도(平戸)에서 마쓰라 씨(松浦)의 하급 가신인 다가와 시치자에몬(田川七左衛門)의 딸 다가와 마츠(田川 松)와 결혼하여 아이를 낳았는데, 그 아이가 정성공이며 어릴 적 이름은 후쿠마쓰(福松), 중국식 이름은 삼(森)이었다. 정지룡은 곧 이단(李旦)이라는 무역상과 교역을 했는데 이단이 죽은 후 경쟁하던 해적과 다른 상단을 몰아내고 최강의 군벌로 성장하였고, 명나라로부터 복건성(福建省, 지금의 푸젠성) 일대에서 지방 장관급인 도독직에 제수되었다. 정지룡은 도독이 된 후 복건으로 아내와 아들을 불러들였다. 그러나 히라도 관리의 불허로 결국 후쿠마쓰만 복건으로 들어올 수 있었다. 명나라로 들어온 정성공은 이름을 정삼으로 바꾸었고, 15세에 태학에 들어가게 되었다.
1644년 이자성의 난으로 명나라가 멸망하고, 이듬해 남경(南京)이 함락되자 정지룡 가족은 복주(福州)에서 명의 황손인 당왕(唐王) 주율건(朱聿鍵)을 융무제(隆武帝)로 옹립하고 복명(復明) 운동을 전개했다. 이와 함께 1647년에는 에도 막부에 원군을 요청하였다. 그러나 정지룡은 복명 운동을 포기하고 청나라와 내통하여 복주는 결국 청나라에 의해 함락되고, 융무제는 체포되어 죽임을 당하였다. 하지만 정성공은 아버지를 따르지 않고 청에 저항하는 길을 택하였고, 1648년에 다시 에도 막부에 원병을 요청하였으나 거절당했다. 1650년 정성공은 하문도(廈門島)와 금문도(金門島)를 근거지로 삼았고, 복건·광동(廣東)·절강 등 세 성 지역의 연해를 계속 공격하였다. 그러면서도 에도 막부, 류큐 왕국, 대만, 베트남(안남·교지), 시암, 루손 등을 연결하는 남해 무역을 통해 지속적으로 수입을 유지하였다. 청나라는 정성공에 대해 처음에는 회유적인 정책을 시행하였으나, 1655년 이후 결국 해안 주민들을 내륙 지방으로 강제 이주시키고 해금 정책으로 바다를 봉쇄하였다.

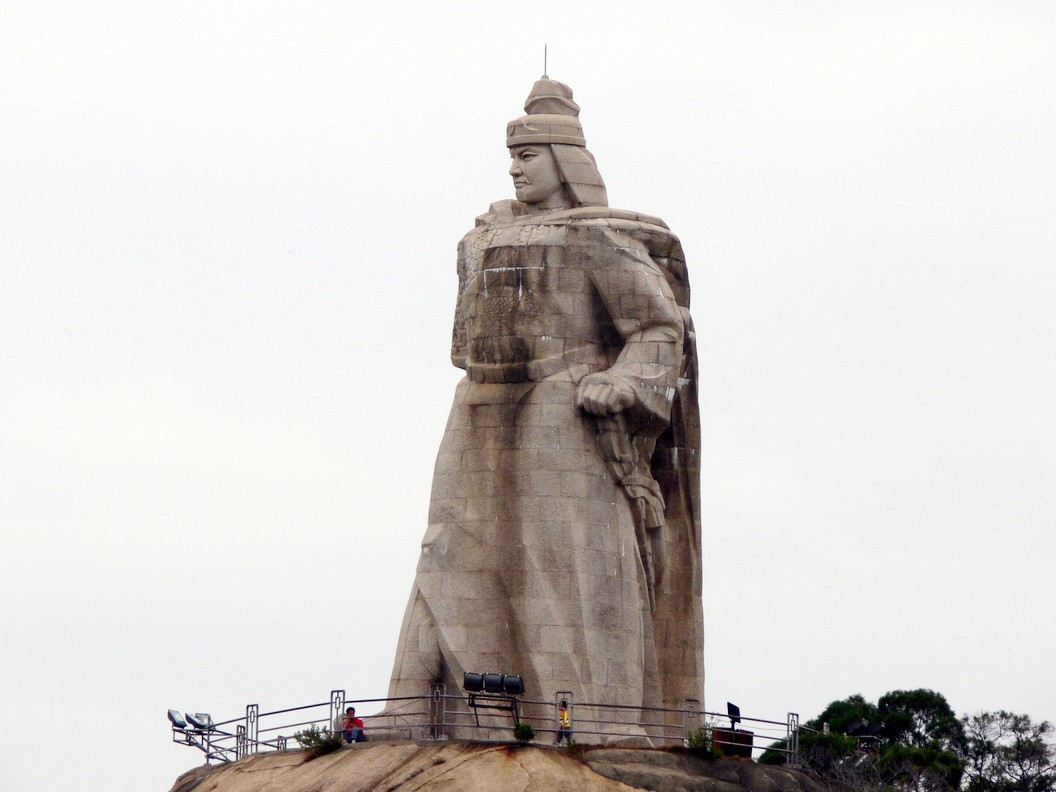
정성공의 석상, 샤먼시

1645년 샤먼에 모인 15만 5천명의 정성공군은 남경을 공략하기 위해 출정하였고, 6월 복건성에서 절강성(浙江省)을 거쳐 서안(瑞安)을 공격하였다. 그러나 8월 양산(洋山)에 도착했을 때 태풍으로 인해 선박과 병사들의 절반을 상실하고, 선산(船山)으로 후퇴하였다. 1646년 3월 재차 남경 공략을 시도하여 장강을 따라 과주(瓜洲)와 진강(鎭江)을 함락시키고, 6월부터 7월에 거쳐 강남과 강북의 4개 부, 3개 주, 24개 현이 정성공의 세력권에 들어왔다. 그러나 과주와 진강에서 청나라 군대의 기습을 받아, 정성공군은 과주와 진강을 상실하였으며 남경 공략도 실패하고 말았다. 두 번에 걸친 남경 공략 실패 후 정성공은 목표를 대만으로 바꾸었다. 대만은 네덜란드의 1624년 점령 이후 계속 네덜란드에 저항해오던 참이었다. 타이난 부근의 안평(安平)에 세워진 프로방시아 요새를 함락시키고, 네덜란드 동인도 회사에서 보내 온 지원군도 격파하며 코이에트의 네덜란드군을 대만에서 몰아냈다. 대만 점령 후 정성공은 원주민인 고산족(高山族)과의 융화 정책을 실시하며 내정을 정비하다가, 1662년 6월 23일(음력 5월 8일) 39세의 나이로 갑작스럽게 죽었다. 청나라는 대만 정씨 왕국을 멸망시킨 후에도 융화정책의 일환으로 정성공 일가의 충절을 인정, 정성공에게 시호를 내리는 등 예우하였다.

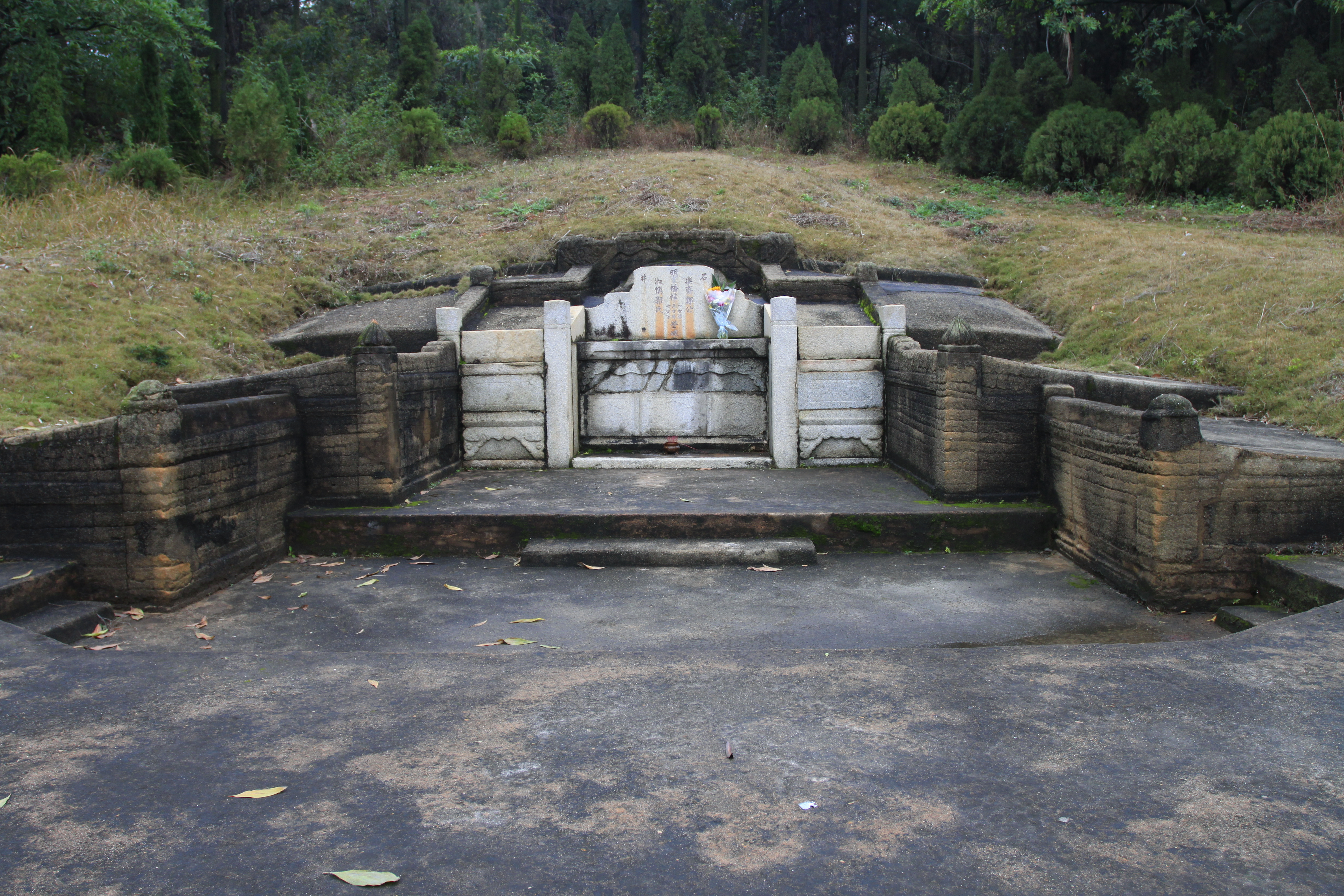
정성공묘, 난안 시

## 같이 보기
- 동녕국
- 타가와 마츠(ja:田川マツ, en:Tagawa Matsu)
- 해적

## 참고 서적
- 고미 후미히코 씀 (2003).  한은미 옮김, 편집. 《2천년 일본사를 만든 일본인 이야기》. 이손사. ISBN 89-87095-48-7.

| 전임 없음 | 제1대 정씨왕국 국왕 1661년 - 1662년 | 후임 정경 (재위 1662 - 1681) |